# Jorwecultuur
De Jorwecultuur was tussen 1300 en 700 v.Chr. een archeologische cultuur in Maharashtra, behalve het kustgebied van Konkan. De Jorwecultuur volgde op de Malwacultuur en er zijn meer dan 200 sites bekend. Veel sites verdwenen na 1000 v.Chr., vooral in het noorden, waarna tijdens laat-Jorwe tot 700 v.Chr. de overgebleven nederzettingen een neergang lijken te hebben gekend.
Het kerngebied was waarschijnlijk de Pravara-Godavari-vallei. Naast de typesite Jorwe zijn Daimabad, Inamgaon, Theur, Songaon, Chandoli, Bahal en Prakashe belangrijke vindplaatsen. De grootste plaats was met 30 hectare Daimabad dat ook een lemen weermuur had. Ook Prakashe en Inamgaon waren met meer dan 20 hectare grote nederzettingen. De andere belangrijke plaatsen waren van gemiddelde grootte. Dit waren allemaal landbouwdorpen, maar de gemiddelde nederzetting van de Jorwecultuur was veelal niet meer dan 1 tot 2 hectare en had naast landbouw ook nog een pastoraal element.
Waar het aardewerk van de Malwacultuur grof was, is dat van vroeg-Jorwe fijn goedgebakken rood of oranje aardewerk met zwarte schilderingen. De patronen zijn eenvoudiger dan die van de Malwacultuur en er zijn minder dieren- en mensen afgebeeld. Dat kan duiden op massaproductie. Wel zijn er in Inamgaon en Nevasa figurines gevonden die mogelijk godinnen voor moesten stellen.
Naast stenen werktuigen als microlieten zijn er ook koperen voorwerpen en terracotta figuren gevonden. De gewassen die gebruikt werden, waren min of meer hetzelfde als die van de Malwacultuur met als toevoeging kodogierst, trosgierst en kafferkoren.
Opmerkelijk in Daimabad is dat de begraafplaatsen vrijwel allemaal jonge kinderen bevatten.
Inamgaon lijkt tijdens vroeg-Jorwe enige vorm van stadsplanning gekend te hebben en een tempel of graanopslag. Naast landbouw werd er ook nog aan jagen en vissen gedaan.
Waarschijnlijk werd met Karnataka gehandeld om goud en ivoor, met Saurashtra voor schelpen en met Rajpipla in Gujarat voor amazoniet. Hoewel koper lokaal voorhanden was, is dit mogelijk ook met Rajasthan en het district Amreli in Gujarat verhandeld. Met jager-verzamelaars zullen hematiet en zeevruchten zijn verhandeld uit Konkan en de hyacintboon uit de Ghodvallei. Mogelijk was er ook contact met Saurashtra, waar zich rond die tijd de Rangpurcultuur uit laat-Harappa bevond.
Mogelijk trad er rond 1000 v.Chr. een droogte op die een migratie in gang zette waardoor veel sites verlaten werden. Er is echter ook een brandlaag aangetroffen die mogelijk een aanwijzing is van een ramp die zich heeft afgespeeld.
Tijdens laat-Jorwe werd in Inamgaon, een van de weinige toen nog bewoonde sites, rood en grijs aardewerk gemaakt dat grof was. De hutten kregen ook kleinere afmetingen.